# Южное командование ИРА
Южное командование ИРА (англ. IRA Southern Command) — дивизион командования «старой» Ирландской республиканской армии и её «временного» крыла, отвечавший за проведение операций на территории Ирландского свободного государства (позже — Республики Ирландия). Штаб располагался в Дублине.

## Деятельность

### «Старая» ИРА
После начала Второй мировой войны проблемы со связью ячеек ИРА в Северной Ирландии и Республики Ирландии усилились по причине ужесточения пограничного контроля. Некоторые из волонтёров ИРА задумались о создании автономного отряда. Книгопечатник из Белфаста Чарли Макглейд предложил такую идею первым, и в 1939 году появилось Северное командование ИРА, которое отвечало за операции во всех шести британских графствах Северной Ирландии и в ирландском графстве Донегол. Южное командование ИРА стало отвечать за остальные 25 ирландских графств. К началу 1950-х годов и Северное, и Южное командование сошли со сцены, и руководство на себя взяли «южане». Центр командования ИРА сместился в Дублин.

### «Временная» ИРА
В 1976 году в структуре «временной» ИРА было воссоздано Северное командование ИРА, в зону которого перешли четыре графства Республики Ирландия — Лаут, Каван, Монахан и Литрим. Южное командование занялось снабжением ИРА транзитом через 21 графство на юге: в частности, в ведение Южного командования входили поставки оружия, обучение добровольцев, финансирование операций и обеспечение убежищ и безопасных квартир для нужд повстанцев.